# Sara Sidle
Sara Sidle è un personaggio della serie televisiva CSI - Scena del crimine. È interpretata dall'attrice Jorja Fox.
Sidle è una scienziata forense e uno dei principali personaggi della serie televisiva, che ruota attorno alla Squadra Scientifica della contea di Clark, Nevada, che indaga sui casi di omicidio della città di Las Vegas. Nei primi sette anni di CSI, Sidle appare in ogni episodio, ad eccezione del pilot e di Assassini per caso della terza stagione, Jackpot dalla quarta e Hollywood Brass dalla quinta.
Sara Sidle ha acquisito una vasta base di fan nel corso degli anni. Un romantico rapporto tra Sidle e il suo supervisore, Gil Grissom, è stato accennato nel corso del primo anno della programmazione, ma è stato solo nella sesta stagione di CSI che il rapporto è stato confermato e quindi reso definitivo, con una proposta di matrimonio nell'ottava stagione.
Nel settembre del 2007 erano circolate voci sul possibile abbandono di Jorja Fox del cast. I fan di tutto il mondo hanno invitato gli scrittori e i produttori a riconfermarla. Il tentativo si è rivelato infruttuoso e nel mese di ottobre 2007 l'attrice ha abbandonato la serie televisiva.
L'episodio Addio e buona fortuna (Goodbye and Good Luck) dell'ottava stagione, interamente incentrato su di lei, è l'ultimo in cui appare.
Successivamente ritorna in quattro episodi della nona stagione in qualità di "special guest star" e in sedici episodi della decima stagione come personaggio ricorrente; infine torna nel cast principale nell'undicesima stagione come personaggio fisso. 
Nel 14 dicembre del 2008, Jorja fox viene premiata ai Grammy awards per la sua parte nella serie CSI. 

## Biografia
Sidle è nata a Tomales Bay, a un'ora e mezzo da San Francisco. Suo padre era un uomo violento sia con la moglie che con i figli, fino a che la madre di Sara, Laura, non lo ha ucciso nel 1984.
La piccola Sara viene quindi data in affidamento e la madre rinchiusa in un manicomio perché schizofrenica (comparirà nella serie nella dodicesima stagione).
Consegue una borsa di studio e frequenta Harvard, per poi passare alla Graduate School presso l'Università della California, Berkeley. Mentre è a Berkeley, inizia un lavoro-studio a San Francisco presso l'ufficio del coroner e frequenta lezioni per stare al passo con i nuovi sviluppi del settore ed è durante questi corsi che fa la conoscenza con Gil Grissom.
Qualche tempo più tardi Gil la chiama perché ha bisogno di qualcuno al di fuori del team di Las Vegas. Sidle si reca quindi a Las Vegas dove contribuisce a risolvere alcuni problemi degli affari interni nell'ambito della CSI.
Alcuni episodi più tardi diventa un membro permanente degli investigatori del turno di notte di Las Vegas ed è uno CSI Livello III presso l'Ufficio di presidenza LVPD Criminalistics, specializzata in materiali e l'analisi degli elementi.
Dopo aver visto un esperimento di Grissom su alcuni maiali morti, diventa vegetariana.
Rimane fino all'ottava stagione, poi comparirà in alcuni episodi della nona e della decima stagione per poi ritornare nel cast principale nell'undicesima stagione.